# Trentepohlia manca
Trentepohlia manca är en tvåvingeart som först beskrevs av Samuel Wendell Williston  1896.  Trentepohlia manca ingår i släktet Trentepohlia och familjen småharkrankar. Inga underarter finns listade i Catalogue of Life.